# Horné Lefantovce
Horné Lefantovce (allemand : Elefant est un village de Slovaquie situé dans la région de Nitra.

## Histoire
Première mention écrite du village en 1113.

## Démographie

### Évolution de la population
| Année:               | 1994. | 2004.    | 2014.   | 2024.   |
| -------------------- | ----- | -------- | ------- | ------- |
| Nombre de personnes: | 1434  | 948      | 892     | 844     |
| Différence:          |       | -33,89 % | -5,90 % | -5,38 % |

| Année:               | 2023. | 2024.   |
| -------------------- | ----- | ------- |
| Nombre de personnes: | 839   | 844     |
| Différence:          |       | +0,59 % |